# Milan Baroš
Milan Baroš (n. 28 octombrie 1981, Valašské Meziříčí⁠(d), Republica Socialistă Cehă, Cehoslovacia) este un fotbalist ceh și din Cehoslovacia retras din activitate, care a jucat pe post de atacant la echipe ca Ostrava, Galatasaray și Liverpool. Pe plan internațional, are prezențe la națională pentru Cehia U17⁠(d), Cehia U21⁠(d) și Cehia. Este cunoscut pentru plasamentul său în careul advers, dar și pentru stilul de joc în regim de viteză cu multe driblinguri, care aduce aminte de Maradona, fiind supranumit „Maradona din Ostrava”.
În 2005 a făcut parte din lotul echipei Liverpool, care a câștigat UEFA Champions League. În 2007 a câștigat Ligue 1 cu Lyon, în 2008 FA Cup cu Portsmouth și Süper Lig cu Galatasaray în 2012. A mai activat la Baník Ostrava, club la care a debutat, și la Aston Villa.
Baroš a strâns 93 de selecții pentru Cehia, înscriind 41 de goluri, fiind al doilea cel mai bun marcator al reprezentativei după Jan Koller. A câștigat Gheata de Aur acordată celui mai bun marcator de la Euro 2004, ajungând cu Cehia până în semifinalele competiției. De atunci, el a mai jucat la încă trei turnee finale.

## Cariera la club

### Baník Ostrava
Ca junior, Baroš a jucat pentru cluburi de tineret din Vigantice și Rožnov pod Radhoštěm înainte de a ajunge la echipa de tineret a celor de la FC Baník Ostrava la vârsta de 12 ani. În 1998 a debutat pentru echipa mare a celor de la Ostrava în Prima Ligă Cehă, devenind titular în următoarele sezoane. În 2000 a câștigat premiul „Talentul Anului” la premiile decernate în cadrul galei dedicată Celui mai bun fotbalist ceh al anului. Agenția Cehă de Știri l-a considerat în sezonul 2000-2001 „probabil cel mai celebru fotbalist al ligii de fotbal [cehe]”. A jucat ultimul meci pentru Baník Ostrava la 2 decembrie 2001, în înfrângerea cu 1-0 suferită în meciul cu Viktoria Žižkov. La Ostrava a marcat 23 de goluri în 76 de meciuri.

### Liverpool
Liverpool l-a transferat pe Milan Baroš în 2002 contra sumei de 3,2 milioane £, deși nu a putut juca pentru club din momentul transferului din cauza întârzierilor avute în obținerea permisului de muncă. A debutat pentru Liverpool într-un meci jucat în deplasare pe 13 martie, cu Barcelona, contând pentru grupele Champions League; a intrat în minutul 74 în locul lui Emile Heskey. Meciul s-a încheiat cu scorul de 0-0. A fost singurul meci jucat pentru Liverpool în sezonul 2001–2002.
În sezonul 2002–2003, Baroš a înscris o dublă la debutul în Premier League, care a avut loc pe 14 septembrie 2002 în fața celor de la Bolton Wanderers, meci câștigat de Liverpool cu scorul de 3–2. Baroš a fost rezervă în Finala Football League Cup din 2003 cu Manchester United. A intrat în a doua repriză, dar nu a terminat meciul pe teren, fiind el însuși înlocuit cu un minut înainte de fluierul final. Liverpool a câștigat partida cu 2–0, iar Baroš și-a trecut în palmares primul trofeu important. Spre sfârșitul sezonului a mai înscris o dublă într-o partidă cu deja retrogradata West Bromwich Albion, jucată în aprilie 2003 și câștigată de Liverpool cu scorul de 6–0. La finalul sezonului Milan Baroš a strâns 42 de partide în care a marcat 12 goluri.
Baroš s-a accidentat la gleznă în partida cu Blackburn Rovers din septembrie 2003, meci în care și coechipierul său, Jamie Carragher, și-a rupt piciorul. Baroš a lipsit pentru cinci luni astfel că a marcat doar două goluri în sezonul 2003–2004. Primul gol din sezon l-a marcat în februarie 2004, într-un meci cu Leeds United, iar celălalt a fost înscris în martie în Liga Campionilor, într-un meci cu Olympique de Marseille terminat la egalitate, scor 1-1. Baroš a declarat că dacă antrenorul Gérard Houllier ar fi rămas la club și după vara anului 2004, el ar fi cerut să fie lăsat să plece la altă echipă. Însă Houllier a părăsit clubul de pe Anfield Road, fiind înlocuit cu Rafael Benítez.
Baroš a intrat în sezonul 2004–2005 din postura de golgheter la Euro 2004. După ce Michael Owen și Emile Heskey au fost vânduți, iar nou transferatul Djibril Cissé s-a accidentat pentru o perioadă mai lungă de timp, Baroš a devenit singurul atacant disponibil. Deși a fost co-golgheterul echipei cu 13 goluri, marcând și un hat-trick cu Crystal Palace, pentru finala Football League Cup a fost preferat spaniolul Fernando Morientes, iar finala a fost câștigată de Chelsea. Totuși a jucat în finala Ligii Campionilor din 2005, fiind înlocuit după 85 de minute. După 90 de minute scorul era egal, 3-3, însă Liverpool avea să câștige la penaltiuri. Baroš a scăpat trofeul în timpul sărbătorii de după câștigarea sa, lăsând o îndoitură, dar Liverpool a decis să nu o îndrepte deoarece „făcea parte din caracterul trofeului”. A terminat sezonul cu 13 goluri, la egalitate cu Luis Garcia. În același sezon Baroš a primit primul său cartonaș roșu, fiind eliminat după un fault periculos asupra lui Alan Stubbs de la Everton în timpul meciului care s-a desfășurat pe 20 martie.
În iunie 2005, fostul antrenor Gérard Houllier, pe atunci la clubul francez Olympique Lyonnais, a încercat să-l aducă pe Baroš. Jucătorul a refuzat oferta. El a mai jucat două meciuri pentru Liverpool în sezonul sezonul 2005–2006, intrând pe teren din postura de rezervă. Liverpool a decis să-l vândă la Aston Villa. În sezoanele jucate pentru Liverpool, Milan Baroš a marcat 27 de goluri în 108 meciuri în toate competițiile.

### Aston Villa
Baroš a fost transferat de Aston Villa în august 2005, în schimbul sumei de 6,5 milioane £, semnând un contract pe 4 ani. A primit tricoul cu numărul 10. A debutat pentru Aston Villa într-un meci cu Blackburn Rovers, încheiat cu scorul de 1-0, intrând în ultimele zece minute și marcând golul victoriei. A jucat un rol crucial în victoria din septembrie, din a doua rundă a League Cup, cu Wycombe Wanderers. Villa era condusă la pauză cu 3–1, iar Baroš a marcat la puțin timp după începutul celei de-a doua reprize, în care a obținut un penalty, din care Gareth Barry a marcat. A centrat decisiv la cel de-al doilea gol al lui Barry. Villa a marcat șapte goluri în a doua repriză, meciul încheindu-se cu scorul de 8-3. A fost cea mai mare victorie a leilor din ultimii 40 de ani. A dat o pasă cu călcâiul care s-a dovedit a fi decisivă într-un meci cu Sunderland din noiembrie. Aaron Hughes a considerat că Baroš era în offside. Din pasa lui Kevin Phillips a deschis scorul. Baroš a marcat și ultimul gol al partidei, care s-a încheiat cu scorul de 3–1 în favoarea lui Aston Villa.
Baroš a fost decisiv și în meciul cu Everton care s-a jucat de Boxing Day. A deschis scorul în minutul 35, comițând henț înainte de a trimite-o în poartă. Arbitrul nu a văzut henț-ul și a validat golul. Baroš a sărbătorit în fața fanilor oaspeților, ducând mâna la ureche și făcându-se că nu îi aude. După acest gest, fanii au aruncat mai multe obiecte în direcția lui Baroš. După acest meci, Glenn Moore de la The Independent a considerat că acela a fost „un sezon indiferent” pentru Baroš. În același meci a mai marcat un gol, al patrulea al celor de la Villa, fiind numit „omul meciului”. Baroš a înscris de două ori în poarta celor de la Port Vale, meci contând pentru a patra rundă a FA Cup care s-a desfășurat în ianuarie 2006. În următoarea rundă, în care Aston Villa a jucat cu Manchester City, Milan Baroš a marcat singurul gol al echipei (1–1). Spre sfârșitul sezonului a marcat o dublă în meciul cu rivala Birmingham City, care s-a jucat pe Villa Park, fiind al unsprezecelea și al doisprezecelea gol al sezonului, dublă pentru care i s-a acordat din nou titlul de omul meciului.
Începutul sezonului 2006-2007 a fost unul dificil pentru Baroš, care timp de opt luni nu a reușit să marcheze nici un gol. Managerul echipei, Martin O'Neill, i-a cerut în luna octombrie să dovedească că merită să rămână la echipă, altfel va fi pus pe lista de transferuri. A înscris primul gol abia în decembrie 2006, din fața porții, într-un meci cu Sheffield United încheiat cu scorul de 2–2. Deși a înscris și în meciul pierdut de Villa cu 2–1 în fața celor de la Manchester United din FA Cup, a fost cedat de club în ianuarie 2007, după ce marcase un singur gol în cele 17 meciuri de campionat în care a jucat.

### Lyon
La 22 ianuarie 2007, Baroš a semnat un contract pe trei ani și jumătate cu Olympique Lyonnais, reîntâlnindu-se cu fostul antrenor de la Liverpool, Gérard Houllier. În schimbul său Lyon l-a cedat la Aston Villa pe John Carew, care a semnat cu Villa pe aceeași perioadă de timp. A debutat pentru Lyon la doar două zile de la transfer, în meciul cu Bordeaux. A intrat pe teren din postura de rezervă. Lyon, pe atunci lidera campionatului, a pierdut meciul cu 1-2, fiind prima înfrângere din acel sezon. Baroš a jucat în acel sezon și în Liga Campionilor, într-un meci cu AS Roma, încheiat la egalitate, scor 0-0. El a intrat pe teren în minutul 74 în locul lui Fred. Nu a mai jucat în Liga Campionilor, rămânând pe bancă în returul pierdut de Lyon.
În mai 2007, Baroš a fost acuzat de rasism deoarece a făcut un gest împotriva camerunezului Stéphane Mbia, în meciul cu Rennes din 18 aprilie, prin care ar fi dat de înțeles că Mbia ar mirosi urât. 
Acest gest a venit după ce Mbia l-a faultat în repetate rânduri. Baroš a declarat că nu a fost un gest rasist, încercând doar să-i transmită lui Mbia să-l lase în pace. Baroš și Mbia au fost aduși la audierea făcută de comisia de disciplină a LFP, care a stabilit că Baroš nu a fost rasist, însă care l-a suspendat pentru ultimele trei etape rămase din sezon pentru comportament nesportiv. La sfârșitul sezonului Lyon avea să câștige campionatul. Cu toate acestea Houllier a părăsit clubul.
În sezonul 2007-2008, Baroš a înscris în primul meci al Lyonului în campionat, cel cu Auxerre, câștigat cu 2–0. Totuși, el a jucat mai puțin sub comanda lui Alain Perrin, începând ca titular în șase meciuri și marcând trei goluri. La mijlocul lunii noiembrie, Baroš a dat de înțeles că nu se mai înțelege la fel de bine cu antrenorul Perrin, sugerând că se va transfera la un alt club.

### Portsmouth
Baroš a revenit în Premier League, de această dată la Portsmouth, fiind împrumutat de Lyon din ianuarie 2008 până la sfârșitul sezonului. Portsmouth avea și prima opțiune de transfer. Baroš a jucat un rol important în câștigarea Cupei FA din 2008. El a obținut penaltiul din care Portsmouth a marcat în sferturi cu Manchester United și a oferit o pasă decisivă lui Nwankwo Kanu în meciul din semifinale cu West Bromwich Albion. El a pasat cu mâna, lucru pe care arbitrul de centru și cei de tușă nu l-au observat. Ultimul meci din împrumutul lui Baroš a fost Finala Cupei FA din 2008, câștigată de Portsmouth în fața celor de la Cardiff City pe Stadionul Wembley, intrând în minutul 87 în locul lui Kanu. Până la sfârșitul sezonului, Baroš a jucat în șaisprezece meciuri pentru Portsmouth, șapte din postura de rezervă, dar nu a reușit să marcheze nici un gol. A fost unul dintre jucătorii lui Portsmouth care au lipsit de la parada susținută de echipă după câștigarea cupei, lucru care a dus la speculații conform cărora Baroš a jucat ultimul meci pentru club. Portsmouth a decis să nu activeze clauza de transfer, astfel că Baroš s-a întors la Lyon.

### Galatasaray

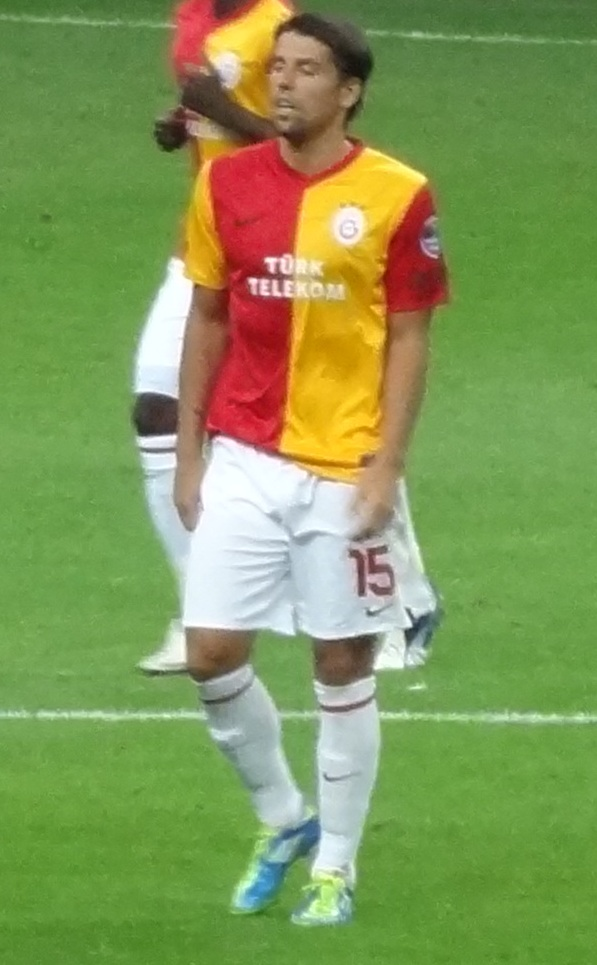
Baroš jucând pentru Galatasaray în 2011

În august 2008, Baroš a jucat pentru pe atunci campioana Turciei, Galatasaray, Lyon cedându-l pentru suma de 4,7 milioane de euro. A debutat la Galatsaray într-un meci cu Kayserispor, intrând pe teren în ultimul sfert de oră. Baroš a înscris primele două goluri în sezonul 2007-2008 în prima rundă a Cupei UEFA, cu Bellinzona, câștigat de Galatasaray cu scorul de 4 la 3. Trei zile mai târziu, în primul meci al său din Süper Lig cu Kocaelispor (4-1), a marcat din nou o dublă. La 21 decembrie 2008, Baroš a înscris un hat-trick în derbyul cu Beșiktaș, încheiat cu scorul de 4–2, transformând două penaltyuri și marcând dintr-o fază de joc. A mai înscris un hat-trick cu Hacettepe. A fost golgheterul sezonului Süper Lig 2008–2009 cu 20 de goluri.
Baroš a înscris primele sale două goluri în sezonul 2009–2010 în a treia etapă a campionatului, în victoria 4–1 cu Kayserispor. Pe 13 septembrie a marcat din nou o dublă, în meciul cu rivala Beșiktaș. Galatasaray a câștigat meciul la scor de neprezentare, 3–0, Baroš înscriind al treilea și al patrulea gol în acest sezon. A înscris cinci goluri în zece meciuri înainte de a suferi o fractură la al doilea și al treilea metatars de la piciorul stâng, după un fault făcut de Emre Belözoğlu în derbiul Fenerbahçe–Galatasaray de pe 25 octombrie 2009. A revenit pe teren pe 14 martie 2010, după patru luni și jumătate, într-un meci cu Ankaragucu, marcând golul revenirii. A marcat al treilea său hat-trick pentru club în meciul cu Diyarbakırspor. A înscris 11 goluri în 17 meciuri de campionat.
În august 2010, înainte cu o săptămână de la începerea Süper Lig, și-a prelungit contractul cu Galatasaray pentru două sezoane, până la sfârșitul sezonului 2012–2013. Deși s-a accidentat într-un antrenament de dinaintea începerii sezonului competițional, Baroš a intrat în meciul din calificările UEFA Europa League cu FC Karpatî Liov, marcând o dublă după ce Galatasaray fusese condusă cu 2-0, reușind să încheie prima manșă la egalitate. La sfârșitul lui septembrie a marcat al patrulea hat-trick pentru club împotriva lui Istanbul Buyuksehir Belediyespor, meci pe care nu l-a terminat pe teren fiind înlocuit din cauza unei accidentări. A mai marcat o dublă în înfrângerea suferită în fața celor de la Ankaragucu, scor 4–2, de pe 17 octombrie, meci în care s-a accidentat din nou. În martie 2011, Milan Baroš a fost suspendat timp de trei etape după ce l-a insultat pe arbitrul Fırat Aydınus în meciul cu Beșiktaș. Până la sfârșitul sezonului Baroš a marcat nouă goluri în șaptesprezece meciuri de campionat.

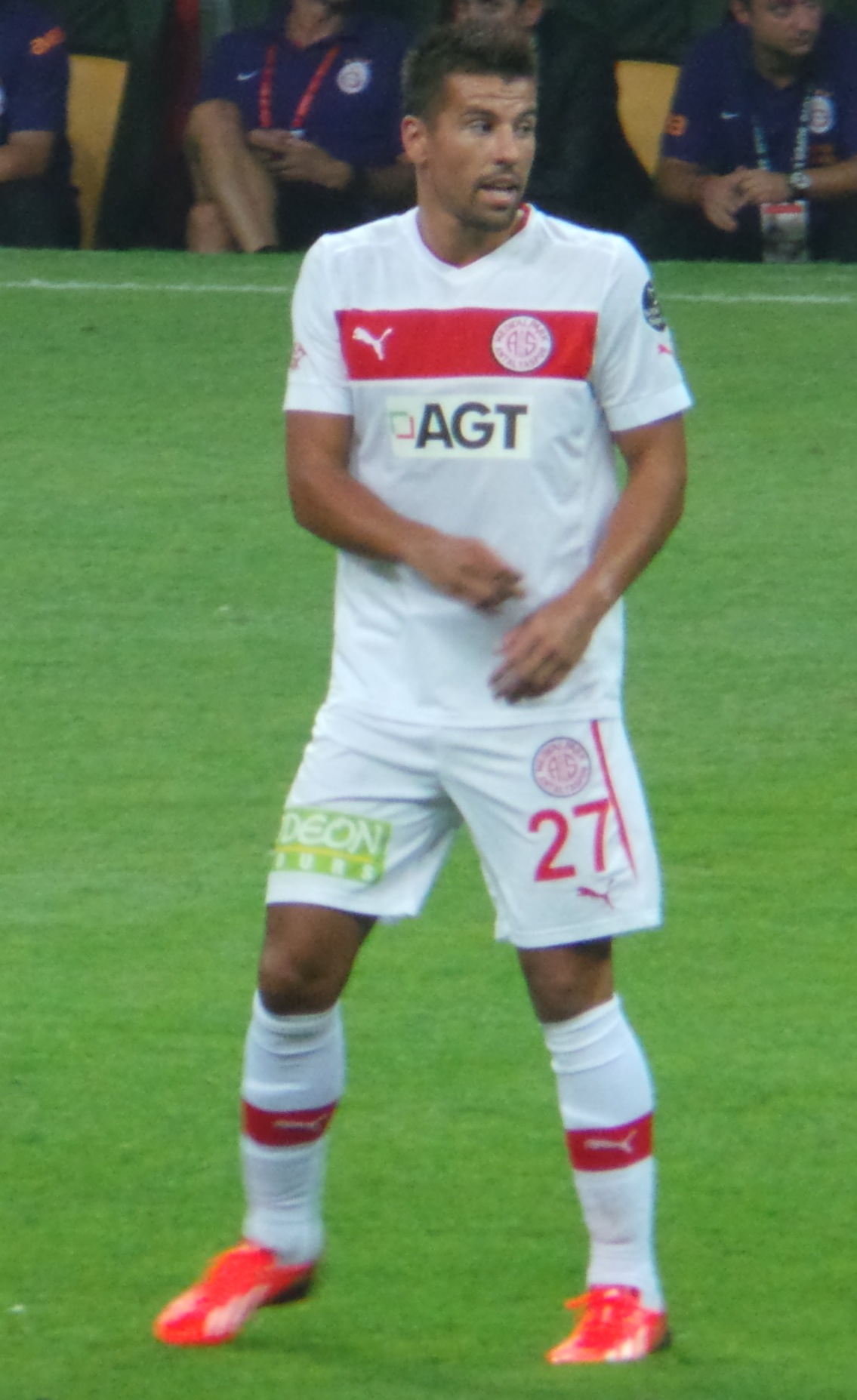
Milan Baroš la Antalyaspor

Galatasaray a început sezonul 2011–2012 cu bine terminând turul pe primul loc, după opt victorii consecutive. În acest timp Baroš a fost indisponibil pentru patru săptămâni, dar a marcat un gol important cu Samsunspor în cea de-a opta victorie. Echipa a câștigat și al nouălea meci la rând, Baroš înscriind ce de-al șaptelea gol al său în victoria cu 5–1 în fața celor de la Kardemir Karabükspor, meci în care a fost înlocuit din nou din cauza unei accidentări. A revenit după accidentare în luna februarie, în meciul cu Antalyaspor, intrând din postura de rezervă, dar a părăsit terenul după numai cincisprezece minute fiind eliminat. Pentru acel cartonaș Milan Baroš a fost suspendat timp de trei etape. Baroš a înscris ultimul său gol pentru club în aprilie 2012, în ultimul meci al sezonului regulat, cel cu Manisaspor, încheiat cu scorul de 4 la 0.
În 2012 Baroš a fost anunțat de Fatih Terim că nu va mai are nevoie de serviciile sale. Nu a jucat în nici un meci pentru club după Euro 2012, plecând de la Galatasaray în februarie 2013.

### Baník Ostrava, Antalyaspor, Mladá Boleslav și Liberec
La 18 februarie 2013, echipa cehă Baník Ostrava a anunțat că Baroš s-a întors la echipa la care a debutat în fotbalul mare, semnând un contract pentru un an și jumătate. Conform unei clauze din contract, el și-a donat salariul echipei de tineret a clubului. Nemaijucând un meci competițional din 21 iunie 2012, a redebutat la Baník pe 23 februarie, în meciul cu SK Dynamo České Budějovice încheiat la egalitate, scor 0-0, intrând pe teren în minutul 68 în locul lui Vlastimil Stožický. A înscris un hat-trick în victoria cu 3-0 reușită de Ostrava în fața celor de la Hradec Králové pe 9 martie 2013, fiind primul său hat-trick în Prima Ligă Cehă.
Pe 16 iulie 2013, Baroš a semnat un contract pe un an cu Antalyaspor. A debutat pentru club în august, intrând ca rezervă în meciul de Süper Lig cu Kayseri Erciyesspor, terminat la egalitate, scor 0–0. A înscris primul gol pentru Antalyaspor cu Bursaspor în august, cel de-al doilea venind în octombrie, în meciul cu Rizespor. În decembrie 2013 a suferit o accidentare la ligamentul anterior încrucișat, accidentare care l-a scos din circuit până la sfârșitul sezonului. În ianuarie 2014 Baroš s-a întors în Cehia pentru a se trata. Pe 24 septembrie 2014 Baroš s-a reîntors la Ostrava, cu care a semnat un contract până la sfârșitul sezonului 2014–2015. La sfârșitul sezonului 2014–2015, Baroš a părăsit Ostrava semnând un contract pe doi ani cu Mladá Boleslav. După finalul sezonului 2015–2016, Baroš a părăsit-o pe Mladá Boleslav, semnând un contract pe doi ani cu Slovan Liberec. După doi ani la Liberec s-a întors la Baník Ostrava în 2017.

## Cariera la echipa națională

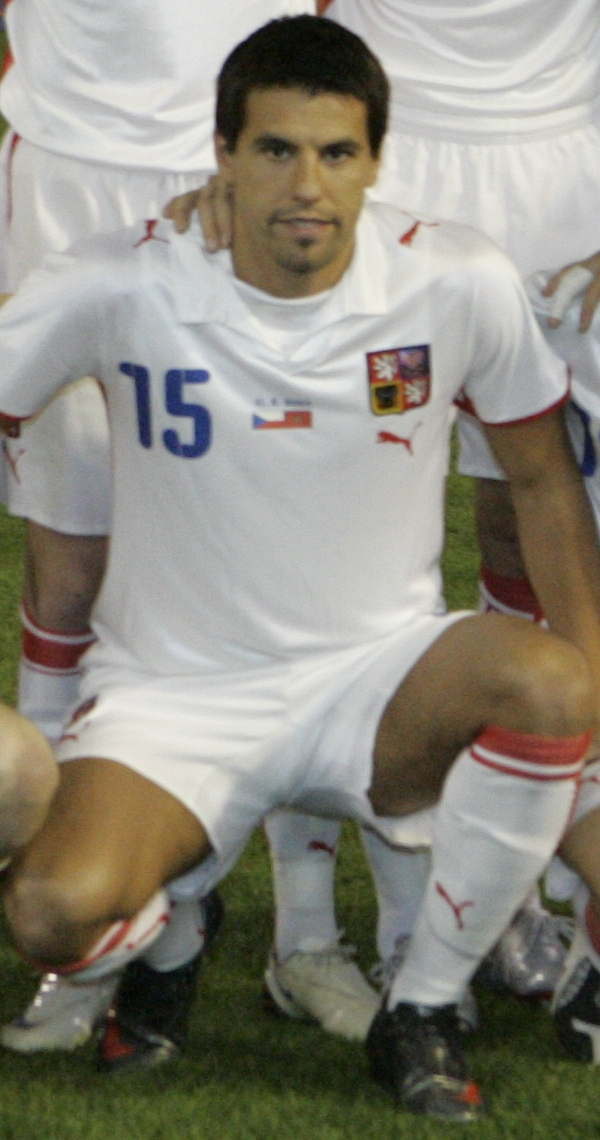
Baroš într-o poză de echipă înaintea unui meci al naționalei Cehiei din 2009

Baroš a început să-și reprezinte țara în 1997, la echipa Cehiei sub 15 ani. În trei ani a jucat la toate celelalte categorii de vârstă, sub-16, 17 și 18 ani. Baroš a jucat în trei meciuri la Jocurile Olimpice de vară din 2000. A mai participat la două turnee finale de tineret: Campionatul European de Fotbal sub 21 UEFA 2000, la care Cehia a obținut locul secund, și Campionatul European de Fotbal sub 21 UEFA 2002, câștigat de Cehia.
Baroš a debutat la naționala de seniori pe 25 aprilie 2001, într-un meci amical cu Belgia, marcând la debut. Baroš și colegul său de la națională, Pavel Nedvěd, au primit cartonașul roșu într-un meci din noiembrie 2001 contând pentru calificările la Campionatul Mondial, meci în urma căruia Cehia a fost eliminată de Belgia.
La UEFA Euro 2004, Baroš a înscris primul gol pentru Cehia în primul meci al echipei la turneul final, în victoria cu 2-1 în fața Letoniei, devenind la acea vreme cel mai tânăr marcator ceh la un Campionat European. A marcat al doilea gol al său la Euro în meciul cu Țările de Jos; al doilea gol a fost înscris de Jan Koller din pasa lui Baroš. Vladimír Šmicer a marcat al treilea gol al Cehiei, care a câștigat meciul cu 3–2. Pentru al treilea meci din grupe antrenorul Karel Brückner a făcut nouă schimbări în primul unsprezece, deoarece Cehia era deja calificată în sferturile competiției. Baroš a intrat de pe bancă și a înscris golul victoriei, iar Germania nu s-a calificat în faza următoare a turneului. A mai marcat două goluri în două minute în victoria din sferturi contra Danemarcei, Baroš a fost golgheterul competiției cu 5 goluri.
În calificările pentru Campionatul Mondial de Fotbal din 2006, Baroš a înscris cinci goluri, patru în patru meciuri consecutive în 2005. O accidentare la picior, venită în urma unui meci jucat pe 3 iunie, l-a ținut în afara lotului în meciurile de la Campionatul Mondial de Fotbal 2006 cu Statele Unite și Ghana. A jucat în ultimul meci al Cehiei din grupe cu Italia, dar nefiind 100% apt fizic a fost înlocuit cu David Jarolim în minutul 64.
Din martie 2007 și până în august 2008 Milan Baroš nu a marcat nici un gol la echipa națională. A jucat în al doilea meci din grupele UEFA Euro 2008, cel împotriva Portugaliei, pierdut de Cehia cu 3–1 și cu Baroš nereușind să înscrie. Jan Koller a fost preferat în locul lui Baroš în următorul meci, cel cu Turcia. Deși nu a jucat, Baroš a primit în prelungiri, de pe bancă, cartonașul galben.
Baroš a fost suspendat pe termen nelimitat de către Asociația de Fotbal a Cehiei în aprilie 2009 din cauza indisciplinei, frecventând un club de noapte în timpul unui cantonament, alături de alți cinci jucători. Totuși, el a fost rechemat la națională de noul antrenor al Cehiei, Ivan Hašek. Pe 12 august 2009, s-a întors la națională cu gol, marcând din penalty în victoria de acasă, scor 3-1, în meciul amical cu Belgia. În următorul meci, Baroš a înscris patru goluri, record în cariera sa, în poarta celor din San Marino, într-un meci contând pentru calificările la Campionatul Mondial, câștigat de Cehia cu 7–0. A devenit al doilea jucător ceh care marchează patru goluri într-un meci internațional. A făcut parte din lotul care a jucat la Campionatul European din 2012. După acest turneu, în care Baroš nu a înscris nici un gol, el și-a anunțat retragerea de la națională, după ce a marcat 41 de goluri în 93 de meciuri. Este al doilea cel mai bun marcator al Cehiei din toate timpurile, după Jan Koller, care a marcat 55 de goluri.

## Stil de joc și statistică
Baroš a primit porecla Maradona din Ostrava în Cehia, datorită asemănărilor în joc cu fotbalistul argentinian cu acest nume. Este cunoscut pentru viteza, plasamentul și driblingurile sale. El a declarat că stilul lui de joc este bazat pe agresivitate.

### Club
La 30 martie 2015. Sursa: meciuri din ligă; meciuri din cupe; meciurile europene ale lui Liverpool; meciuri europene jucate din 2006.
| Echipă        | Sezon         | Ligă            | Ligă    | Ligă   | Cupă    | Cupă   | Cupa ligii | Cupa ligii | Europa  | Europa | Total   | Total  |
| Echipă        | Sezon         | Divizie         | Meciuri | Goluri | Meciuri | Goluri | Meciuri    | Goluri     | Meciuri | Goluri | Meciuri | Goluri |
| ------------- | ------------- | --------------- | ------- | ------ | ------- | ------ | ---------- | ---------- | ------- | ------ | ------- | ------ |
| Baník Ostrava | 1998–1999     | Prima Ligă Cehă | 6       | 0      | 0       | 0      | –          | –          | –       | –      | 6       | 0      |
| Baník Ostrava | 1999–2000     | Prima Ligă Cehă | 29      | 6      | 0       | 0      | –          | –          | –       | –      | 29      | 6      |
| Baník Ostrava | 2000–2001     | Prima Ligă Cehă | 26      | 6      | 0       | 0      | –          | –          | –       | –      | 26      | 6      |
| Baník Ostrava | 2001–2002     | Prima Ligă Cehă | 15      | 11     | 0       | 0      | –          | –          | –       | –      | 15      | 11     |
| Baník Ostrava | Total         | Total           | 76      | 23     | 0       | 0      | –          | –          | 0       | 0      | 76      | 23     |
| Liverpool     | 2001–2002     | Premier League  | 0       | 0      | 0       | 0      | 0          | 0          | 1       | 0      | 1       | 0      |
| Liverpool     | 2002–2003     | Premier League  | 27      | 9      | 1       | 0      | 4          | 2          | 9       | 1      | 42[A]   | 12     |
| Liverpool     | 2003–2004     | Premier League  | 13      | 1      | 1       | 0      | 0          | 0          | 4       | 1      | 18      | 2      |
| Liverpool     | 2004–2005     | Premier League  | 26      | 9      | 1       | 0      | 4          | 2          | 14      | 2      | 45      | 13     |
| Liverpool     | 2005–2006     | Premier League  | 2       | 0      | 0       | 0      | 0          | 0          | 0       | 0      | 2       | 0      |
| Liverpool     | Total         | Total           | 68      | 19     | 3       | 0      | 8          | 4          | 28      | 4      | 108     | 27     |
| Aston Villa   | 2005–2006     | Premier League  | 25      | 8      | 3       | 3      | 2          | 1          | –       | –      | 30      | 12     |
| Aston Villa   | 2006–2007     | Premier League  | 17      | 1      | 1       | 1      | 3          | 0          | –       | –      | 21      | 2      |
| Aston Villa   | Total         | Total           | 42      | 9      | 4       | 4      | 5          | 1          | 0       | 0      | 51      | 14     |
| Lyon          | 2006–2007     | Ligue 1         | 12      | 4      | 0       | 0      | 1          | 0          | 1       | 0      | 14      | 4      |
| Lyon          | 2007–2008     | Ligue 1         | 12      | 3      | 0       | 0      | 0          | 0          | 3       | 0      | 15      | 3      |
| Lyon          | Total         | Total           | 24      | 7      | 0       | 0      | 1          | 0          | 4       | 0      | 29      | 7      |
| Portsmouth    | 2007–2008     | Premier League  | 12      | 0      | 4       | 0      | 0          | 0          | –       | –      | 16      | 0      |
| Portsmouth    | Total         | Total           | 12      | 0      | 4       | 0      | 0          | 0          | 0       | 0      | 16      | 0      |
| Galatasaray   | 2008–2009     | Süper Lig       | 31      | 20     | 0       | 0      | –          | –          | 9       | 5      | 40      | 25     |
| Galatasaray   | 2009–2010     | Süper Lig       | 17      | 11     | 0       | 0      | –          | –          | 6       | 5      | 23      | 16     |
| Galatasaray   | 2010–2011     | Süper Lig       | 17      | 9      | 0       | 0      | –          | –          | 2       | 2      | 19      | 11     |
| Galatasaray   | 2011–2012     | Süper Lig       | 28      | 8      | 0       | 0      | –          | –          | –       | –      | 28      | 8      |
| Galatasaray   | 2012–2013     | Süper Lig       | 0       | 0      | 0       | 0      | –          | –          | –       | –      | 0       | 0      |
| Galatasaray   | Total         | Total           | 93      | 48     | 0       | 0      | –          | –          | 17      | 12     | 110     | 60     |
| Baník Ostrava | 2012–2013     | Prima Ligă Cehă | 12      | 5      | 0       | 0      | –          | –          | –       | –      | 12      | 5      |
| Baník Ostrava | Total         | Total           | 12      | 5      | 0       | 0      | –          | –          | 0       | 0      | 12      | 5      |
| Antalyaspor   | 2013–2014     | Süper Lig       | 13      | 2      | 3       | 2      | –          | –          | –       | –      | 16      | 4      |
| Antalyaspor   | Total         | Total           | 13      | 2      | 3       | 2      | –          | –          | 0       | 0      | 16      | 4      |
| Baník Ostrava | 2014–2015     | Prima Ligă Cehă | 11      | 2      | 0       | 0      | —          | —          | —       | —      | 11      | 2      |
| Baník Ostrava | Total         | Total           | 11      | 2      | 0       | 0      | —          | —          | —       | —      | 11      | 2      |
| Total carieră | Total carieră | Total carieră   | 351     | 115    | 14      | 6      | 14         | 5          | 49      | 16     | 429     | 142    |

A. ^ Include și meciul din FA Community Shield 2002.

### Internațional
| Echipa națională de fotbal a Cehiei | Echipa națională de fotbal a Cehiei | Echipa națională de fotbal a Cehiei |
| An                                  | Goluri                              | Goluri                              |
| ----------------------------------- | ----------------------------------- | ----------------------------------- |
| 2001                                | 8                                   | 4                                   |
| 2002                                | 6                                   | 4                                   |
| 2003                                | 7                                   | 4                                   |
| 2004                                | 13                                  | 9                                   |
| 2005                                | 11                                  | 5                                   |
| 2006                                | 8                                   | 4                                   |
| 2007                                | 8                                   | 1                                   |
| 2008                                | 9                                   | 1                                   |
| 2009                                | 8                                   | 6                                   |
| 2010                                | 1                                   | 0                                   |
| 2011                                | 7                                   | 1                                   |
| 2012                                | 7                                   | 2                                   |
| Total                               | 93                                  | 41                                  |

### Goluri internaționale
Tabelul afișează rezultatele finale ale meciurilor.
| #   | Dată               | Locație                   | Adversar          | Scor | Rezultat    | Competiție                                             |
| --- | ------------------ | ------------------------- | ----------------- | ---- | ----------- | ------------------------------------------------------ |
| 1.  | 25 aprilie 2001    | Praga, Cehia              | Belgia            | 1–1  | Egal        | Amical                                                 |
| 2.  | 6 iunie 2001       | Teplice, Cehia            | Irlanda de Nord   | 3–1  | Victorie    | Calificările pentru Campionatul Mondial de Fotbal 2002 |
| 3.  | 5 septembrie 2001  | Teplice, Cehia            | Malta             | 3–2  | Victorie    | Calificările pentru Campionatul Mondial de Fotbal 2002 |
| 4.  | 6 octombrie 2001   | Praga, Cehia              | Bulgaria          | 6–0  | Victorie    | Calificările pentru Campionatul Mondial de Fotbal 2002 |
| 5.  | 6 septembrie 2002  | Praga, Cehia              | Iugoslavia        | 5–0  | Victorie    | Amical                                                 |
| 6.  | 6 septembrie 2002  | Praga, Cehia              | Iugoslavia        | 5–0  | Victorie    | Amical                                                 |
| 7.  | 16 octombrie 2002  | Teplice, Cehia            | Belarus           | 2–0  | Victorie    | Preliminariile Campionatului European de Fotbal 2004   |
| 8.  | 20 noiembrie 2002  | Teplice, Cehia            | Suedia            | 3–3  | Egal        | Amical                                                 |
| 9.  | 12 februarie 2003  | Saint-Denis, Franța       | Franța            | 2–0  | Victorie    | Amical                                                 |
| 10. | 30 aprilie 2003    | Teplice, Cehia            | Turcia            | 4–0  | Victorie    | Amical                                                 |
| 11. | 6 septembrie 2003  | Minsk, Belarus            | Belarus           | 3–1  | Victorie    | Preliminariile Campionatului European de Fotbal 2004   |
| 12. | 10 septembrie 2003 | Praga, Cehia              | Țările de Jos     | 3–1  | Victorie    | Preliminariile Campionatului European de Fotbal 2004   |
| 13. | 31 March 2004      | Dublin, Irlanda           | Republica Irlanda | 2–1  | Înfrângerel | Amical                                                 |
| 14. | 2 iunie 2004       | Praga, Cehia              | Bulgaria          | 3–1  | Victorie    | Amical                                                 |
| 15. | 6 iunie 2004       | Teplice, Cehia            | Estonia           | 2–0  | Victorie    | Amical                                                 |
| 16. | 6 iunie 2004       | Teplice, Cehia            | Estonia           | 2–0  | Victorie    | Amical                                                 |
| 17. | 15 iunie 2004      | Aveiro, Portugal          | Letonia           | 2–1  | Victorie    | UEFA Euro 2004                                         |
| 18. | 19 iunie 2004      | Aveiro, Portugalia        | Țările de Jos     | 3–2  | Victorie    | UEFA Euro 2004                                         |
| 19. | 23 iunie 2004      | Lisabona, Portugalia      | Germania          | 2–1  | Victorie    | UEFA Euro 2004                                         |
| 20. | 27 iunie 2004      | Porto, Portugalia         | Danemarca         | 3–0  | Victorie    | UEFA Euro 2004                                         |
| 21. | 27 iunie 2004      | Porto, Portugalia         | Danemarca         | 3–0  | Victorie    | UEFA Euro 2004                                         |
| 22. | 12 februarie 2005  | Teplice, Cehia            | Finlanda          | 4–3  | Victorie    | Calificările pentru Campionatul Mondial de Fotbal 2010 |
| 23. | 30 martie 2005     | Andorra la Vella, Andorra | Andorra           | 4–0  | Victorie    | Calificările pentru Campionatul Mondial de Fotbal 2010 |
| 24. | 4 iunie 2005       | Liberec, Cehia            | Andorra           | 8–1  | Victorie    | Calificările pentru Campionatul Mondial de Fotbal 2010 |
| 25. | 8 iunie 2005       | Teplice, Cehia            | Macedonia de Nord | 6–1  | Victorie    | Calificările pentru Campionatul Mondial de Fotbal 2010 |
| 26. | 7 septembrie 2005  | Olomouc, Cehia            | Armenia           | 4–1  | Victorie    | Calificările pentru Campionatul Mondial de Fotbal 2010 |
| 27. | 26 mai 2006        | Innsbruck, Austria        | Arabia Saudită    | 2–0  | Victorie    | Amical                                                 |
| 28. | 7 octombrie 2006   | Liberec, Cehia            | San Marino        | 7–0  | Victorie    | Preliminariile Campionatului European de Fotbal 2008   |
| 29. | 7 octombrie 2006   | Liberec, Cehia            | San Marino        | 7–0  | Victorie    | Preliminariile Campionatului European de Fotbal 2008   |
| 30. | 15 noiembrie 2006  | Praga, Cehia              | Danemarca         | 1–1  | Egal        | Amical                                                 |
| 31. | 24 martie 2007     | Praga, Cehia              | Germania          | 2–1  | Înfrângerel | Preliminariile Campionatului European de Fotbal 2008   |
| 32. | 20 august 2008     | Londra, Anglia            | Anglia            | 2–2  | Egal        | Amical                                                 |
| 33. | 12 august 2009     | Teplice, Cehia            | Belgia            | 3–1  | Victorie    | Amical                                                 |
| 34. | 5 septembrie 2009  | Bratislava, Slovacia      | Slovacia          | 2–2  | Egal        | Calificările pentru Campionatul Mondial de Fotbal 2010 |
| 35. | 9 septembrie 2009  | Uherske Hradiste, Cehia   | San Marino        | 7–0  | Victorie    | Calificările pentru Campionatul Mondial de Fotbal 2010 |
| 36. | 9 septembrie 2009  | Uherske Hradiste, Cehia   | San Marino        | 7–0  | Victorie    | Calificările pentru Campionatul Mondial de Fotbal 2010 |
| 37. | 9 septembrie 2009  | Uherske Hradiste, Cehia   | San Marino        | 7–0  | Victorie    | Calificările pentru Campionatul Mondial de Fotbal 2010 |
| 38. | 9 septembrie 2009  | Uherske Hradiste, Cehia   | San Marino        | 7–0  | Victorie    | Calificările pentru Campionatul Mondial de Fotbal 2010 |
| 39. | 29 martie 2011     | České Budějovice, Cehia   | Liechtenstein     | 2–0  | Victorie    | Preliminariile Campionatului European de Fotbal 2012   |
| 40. | 29 februarie 2012  | Dublin, Irlanda           | Republica Irlanda | 1–1  | Egal        | Amical                                                 |
| 41. | 26 mai 2012        | Hartberg, Austria         | Israel            | 2–1  | Victorie    | Amical                                                 |

## Palmares

### Club
Liverpool
- League Cup: 2003
- Liga Campionilor UEFA: 2005[124]

Olympique Lyon
- Ligue 1: 2006–2007
- Trophée des champions: 2007

Portsmouth
- FA Cup: 2008[124]

Galatasaray
- Süper Lig: 2011–2012[124]
- Supercupa Turciei: 2012

### Țară
Cehia
- Campionatul European de Fotbal sub 21: 2002

### Individual
- Golgheterul UEFA Euro 2004
- Echipa UEFA Euro 2004
- Golgheterul Süper Lig: 2008–09

## Biografie
Baroš s-a născut în satul ceh Valašské Meziříčí, și a crescut în localitatea Vigantice. În 2009 s-a căsătorit cu Tereza Franková, pe care o cunoștea încă din 2005. Fiul lor Patrik s-a născut pe 1 septembrie 2009. În prezent este impresariat de Pavel Paska.
Milan Baros a apărut în campanii publicitare pentru companii ca Nike (Milan Baroš joacă cu ghete Nike) sau compania de asigurări Victoria-Volksbanken și a susținut partidul de centru-dreapta Civic Democrat (ODS). Conform deputatului Vlastimil Tlusty, într-o emisiune difuzată de TV Nova pe 7 septembrie 2008, Baros a apărut pe posterele electorale ale ODS fiindu-i promiși zece milioane de coroane cehe pentru înființarea unei academii de fotbal.
La 1 noiembrie 2007, Baroš a fost arestat în Franța pentru depășirea limitei de viteză. El se afla la bordul unui Ferrari F430 negru, conducând cu viteza de 271 km/h, pe o autostradă limitată la 130 km/h. Oprit de poliția franceză între Lyon și Geneva în regiunea Ain, autoritățile locale au declarat că viteza înregistrată de radar, 271 km/h, a fost cea mai mare viteză înregistrată vreodată în regiune, depășind recordul anterior de 248 km/h stabilit de un motociclist în 2000. Ca urmare, mașina lui Baroš a fost confiscată și i s-a luat permisul, el fiind nevoit să se întoarcă la Lyon într-un taxi. Milan Baroš este și o figură controversată care apare des în tabloide, motiv pentru care din 2008 Milan nu mai comunică cu jurnaliștii, care i-au creat o imagine negativă: „un tip îngâmfat, care ignoră totul și pe toată lumea”. După eliminarea de la EURO 2012 a amenințat cu moartea un jurnalist.